# نانتان (كيوتو)
مدينة نانتان (بالإنجليزية: Nantan)‏ هي أحد المدن التابعة لمحافظة كيوتو. تأسست رسميًا في 01/06/2006. ويقدر عدد سكانها بـ 35937 نسمة حسب تقدير مكتب الإحصاء الياباني لعام 2012. تبلغ مساحة نانتان 616.31 كم2. بكثافة سكانية تبلغ 58.3 نسمة/كم2.